# Сарандінакіна балка
Сарандінакіна балка  — балка у Севастополі довжиною близько 7 кілометрів. Починається у підніжжя висоти Гірної, закінчується у Південної бухти та залізничного вокзалу міста.
Значна частина зайнята садовими товариствами, біля вокзалу житлова забудова (вулиці Охотська, Елеваторна, Делегатська). На західних схилах гаражні кооперативи. Є дика незабудована частина.
На схилах зустрічаються численні печери.
У балку впадають Делагардова та Хомутова балки.
Названа на честь Євстафія Сарандінакі, російського морського офіцера, що володів хутором в цій місцевості.
У середніх віках тут існував великий печерний монастир, останні знахіднки датуються XIV ст..
У верхів'ях балки Сарандінакі на схилах в різних місцях були сім сільських садиб античного часу, приблизно четвертого століття до нашої ери. Тепер на цих ділянках ведеться активне будівництво приватних будинків. У 2013 році під час розвідувальних розкопок були виявлені цілі приміщення зі сходами і комплексом кераміки першого століття нашої ери, що добре збереглися, але господар земельної ділянки поховав розкопки під власним городом.